# Sadurní de Tolosa
Sadurní o, a les contrades pirinenques i prepirinenques Serni, en llatí Saturninus, en occità Sarnin, (mort a Tolosa, ca. 257), va ésser el primer bisbe de Tolosa, considerat un dels apòstols dels gals.

## Hagiografia

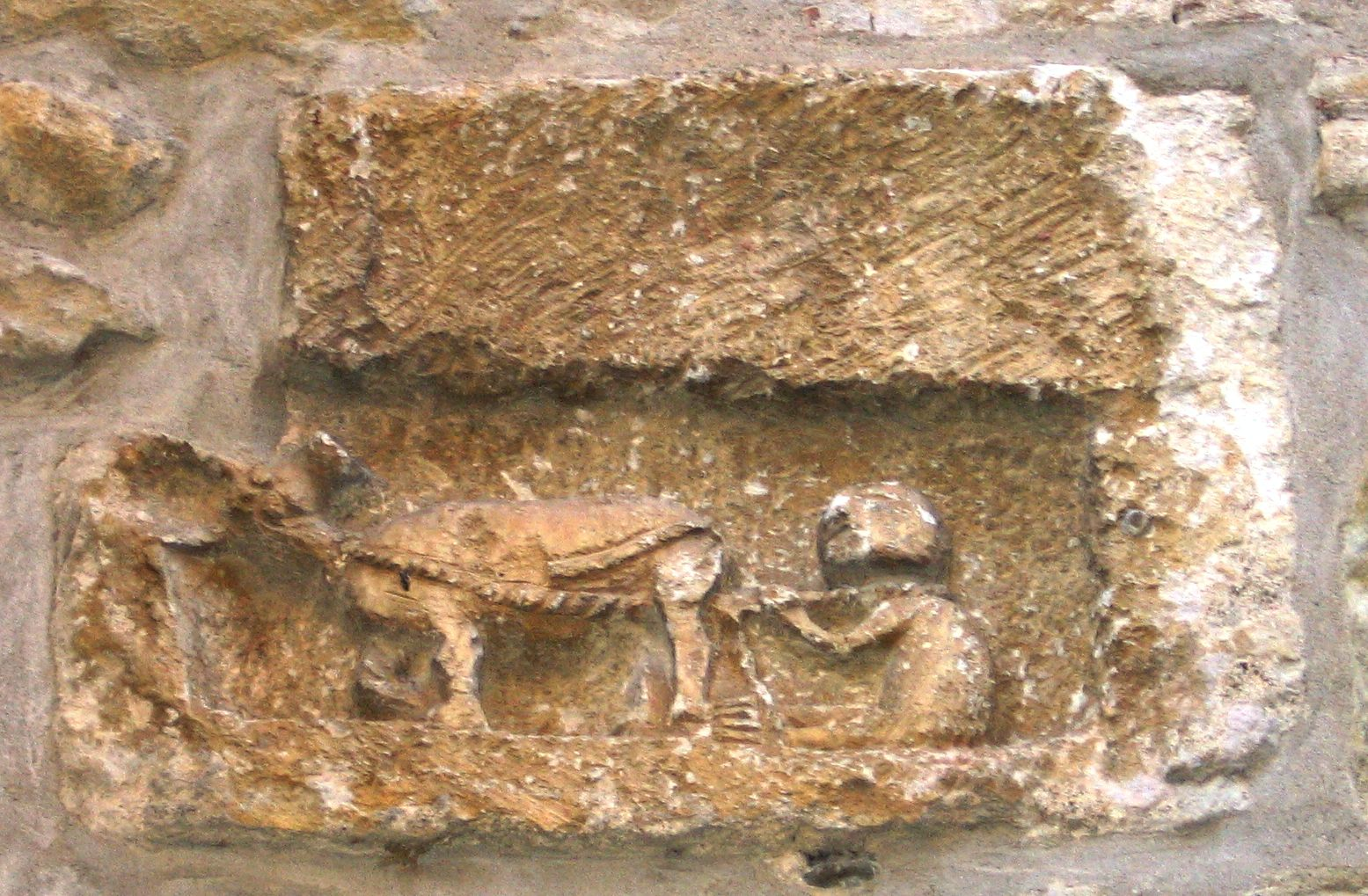
Martiri del sant, relleu del s. XII a Daumazan-sur-Arize (Arieja, França)

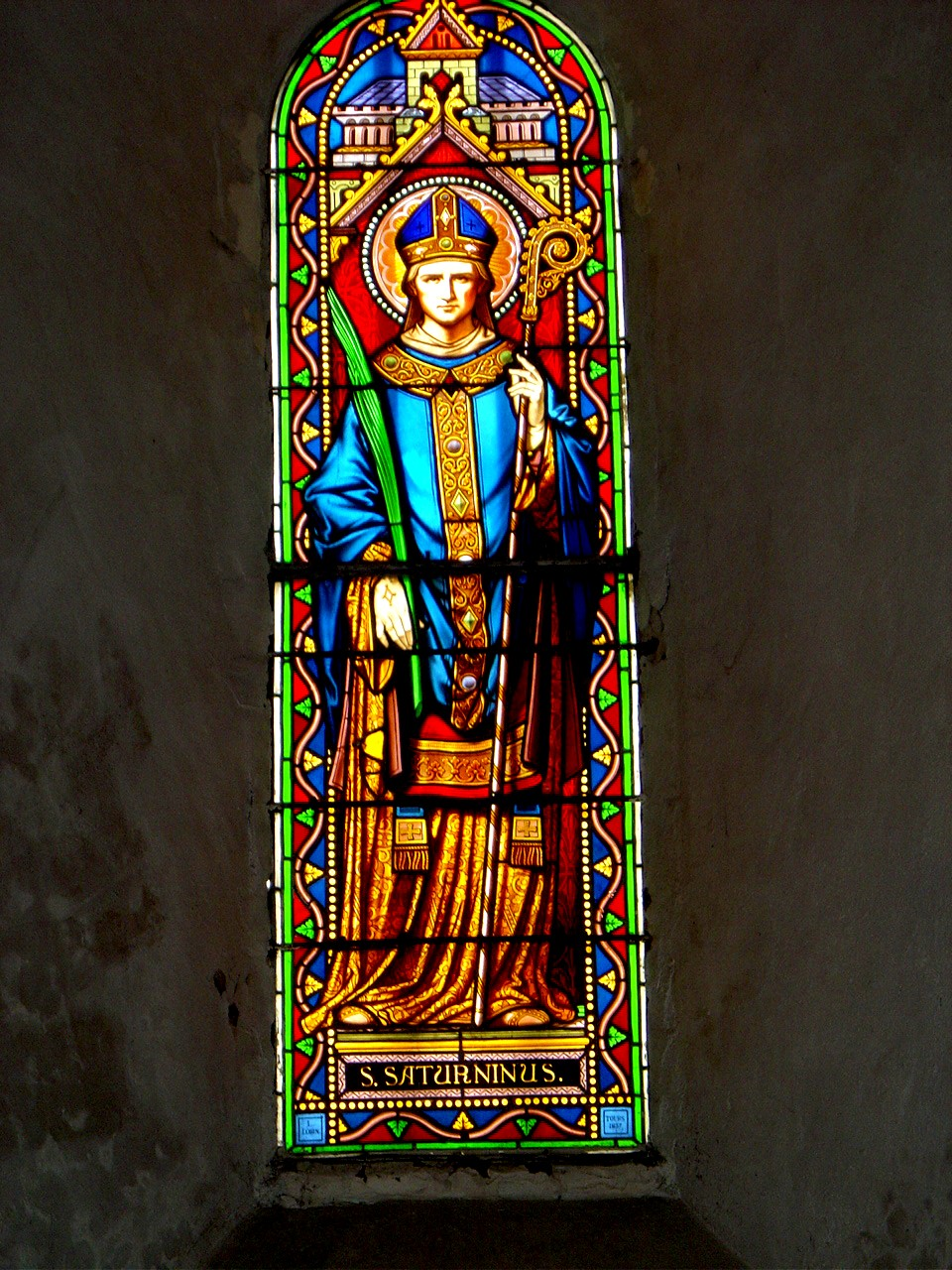
Vitrall a Limeray (Indre et Loire), s. XIX

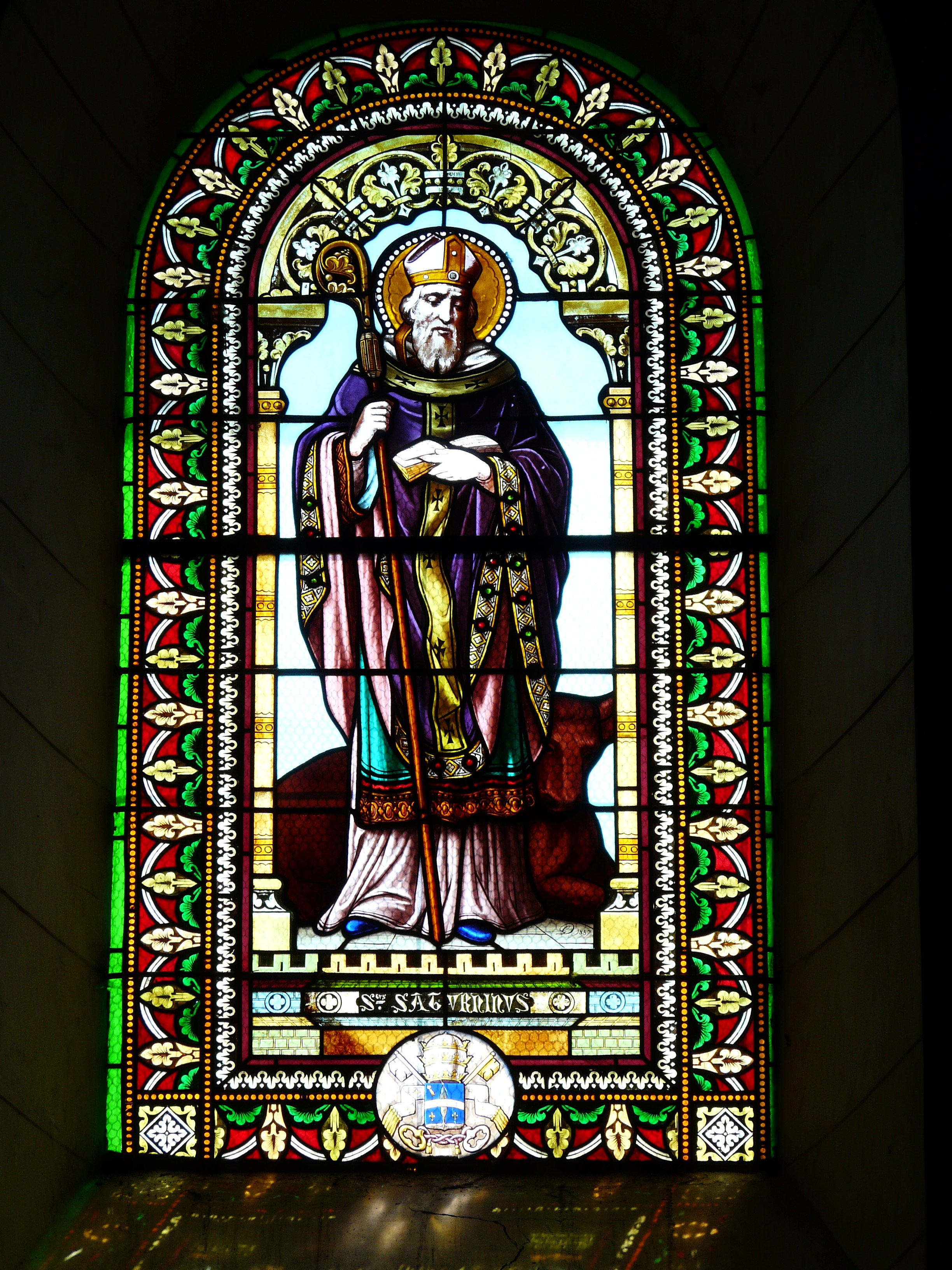
Vitrall a Quinsac (Dordonya), s. XIX

La seva vida es basa en fonts tardanes, com la Passio Saturnini del segle v, que la presenten farcida de llegendes i fets inversemblants. Així, les actes antigues, que fa servir Gregori de Tours en la seva obra, el fan originari de Patres (Grècia) i el situen molt abans, al segle i, com a deixeble directe de Jesús a Galilea i acompanyant de sant Pere a Antioquia i Roma.
Sembla, però, que Sadurní va predicar en una zona de la Gàl·lia a mitjan segle iii i que cap al 250 era el cap de la comunitat cristiana, i com a tal va ser elegit primer bisbe de Tolosa, en el consolat de Deci i Grat. Probablement era un dels "Apòstols dels gals" que va enviar el papa Fabià I cap al 250 a cristianitzar la Gàl·lia.
A Tolosa ja hi havia alguns cristians i aconseguí convertir-ne uns més; va construir un petit temple on cada dia celebrava missa. Per arribar a aquest temple passava per davant del capitoli de la ciutat (l'actual Plaça del Capitol), on hi havia un temple pagà, amb els sacerdots del qual es va enfrontar en circumstàncies poc clares. Encara que la tradició culpa els sacerdots pagans, sembla possible que hi hagués provocació per part del bisbe. En tot cas, els sacerdots pagans el van obligar a fer un sacrifici als déus, cosa que es negà a fer, per la qual cosa va ser empresonat i condemnat a mort: va ser lligat a un brau que el va arrossegar pels carrers fins a la mort.

### Llegenda de Pamplona
Sense fonament històric, s'atribueix a Sadurní el bateig d'Honest, a qui hauria conegut al començament de la seva predicació, a Nimes. Junts, van continuar el viatge; a Carcassona, el prefecte romà els empresonà però un àngel els alliberà. Honest va continuar fins a Pamplona, des d'on va cridar Sadurní. Quan aquest hi arribà, van convertir el senador romà Ferm i la seva esposa, entre altres ciutadans. El fill del senador, Fermí seria després el bisbe d'Amiens i, canonitzat, serà Sant Fermí. Honest va ser martiritzat a la ciutat i Sadurní, amb el qui serà el seu successor, Hilari, va marxar cap al nord, fins a arribar a Tolosa.
És possible que la llegenda es creés per a justificar el patronatge del sant i vincular-lo a la ciutat, a més de relacionar-lo també amb la història de Sant Fermí.

## Veneració
Dues cristianes el van recollir i van enterrar provisionalment, i més tard va rebre millor sepultura gràcies als bisbes Hilari i Exuperi de Tolosa, que van governar la diòcesi de Tolosa anys després. Va arribar a construir-se una església al lloc on es va detenir el brau (encara hi ha l'església anomenada de Nostra Senyora del Taur (el "taurus")).
En esdevenir meta de pelegrinatge, l'església es va fer insuficient i es va construir, el 405, la basílica de Sant Sadurní (Sant Serni). Durant l'Edat Mitjana va ser una etapa important del Camí de Sant Jaume i va ser reedificada en estil romànic, de manera que es va convertir en model de les esglésies de pelegrinatge i un dels grans edificis de l'arquitectura romànica.
Cap al segle x, una comunitat de francs es va establir a Pamplona, a l'anomenat Burgo de San Cernín, dedicant la seva parròquia al sant tolosà. El culte a Sant Sadurní es va consolidar i va convertir-se en el patró de la ciutat.

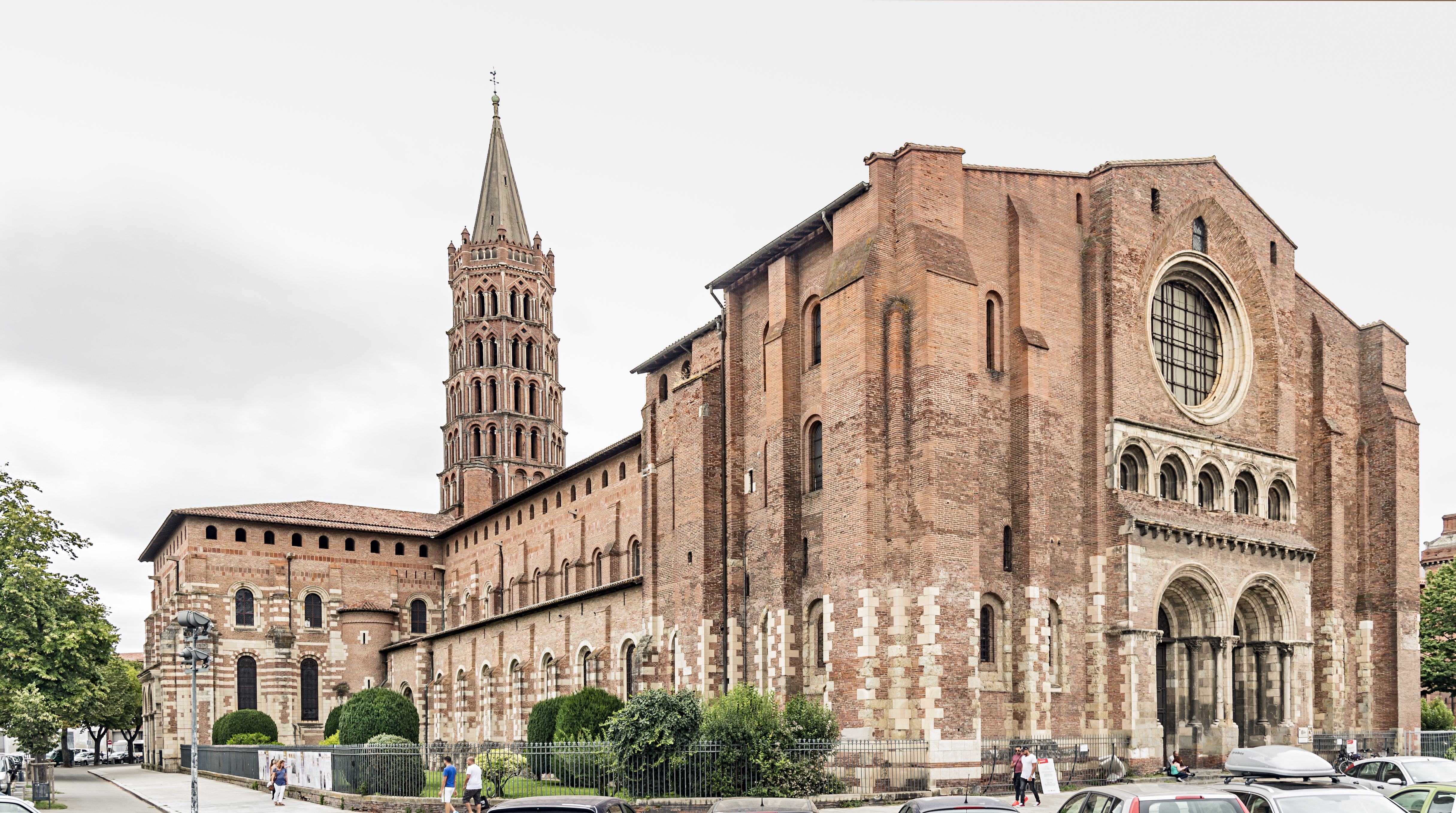
Exterior de la Basílica de Sant Serni (Tolosa)
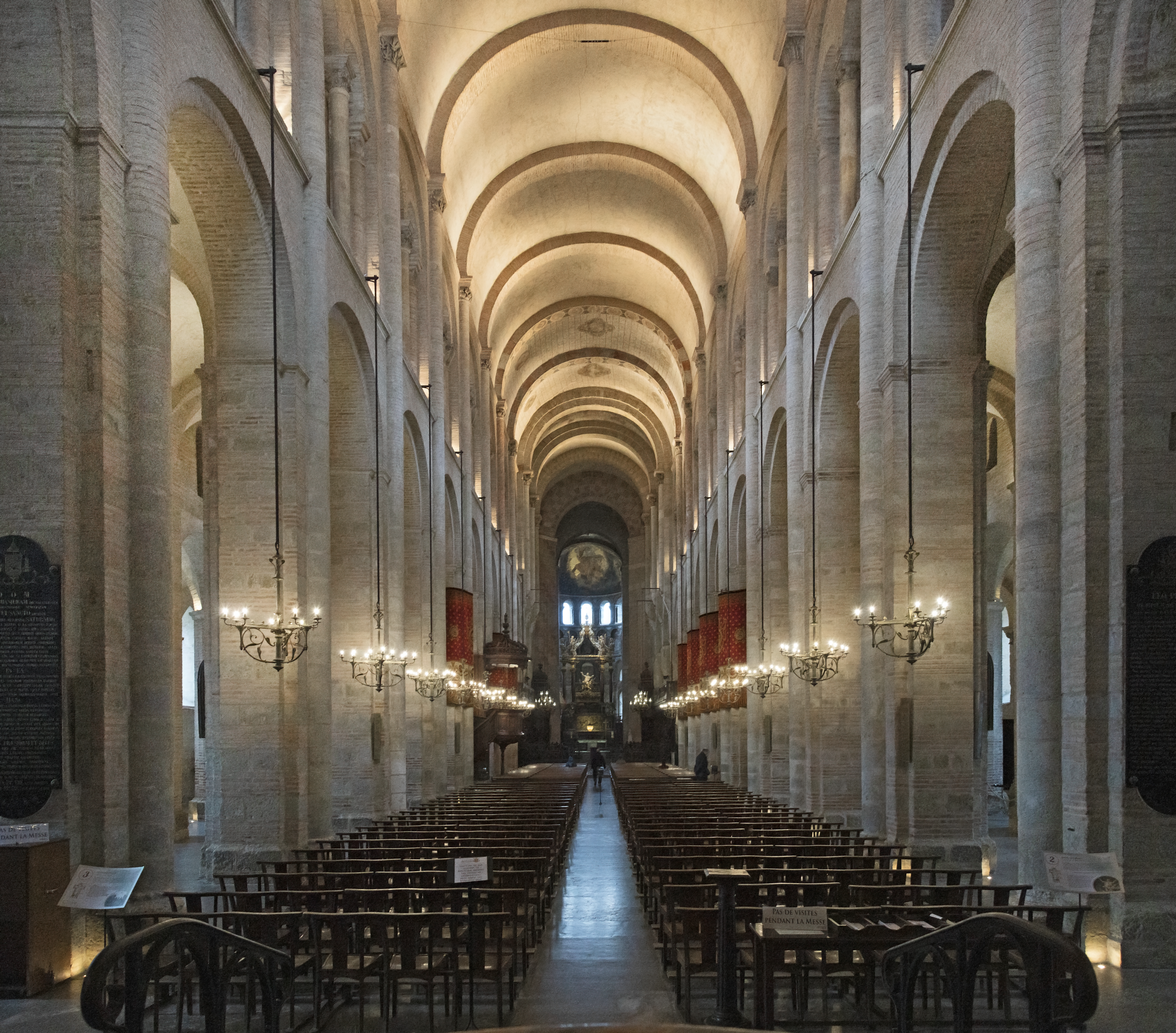
Nau central de la basílica, amb l'altar major
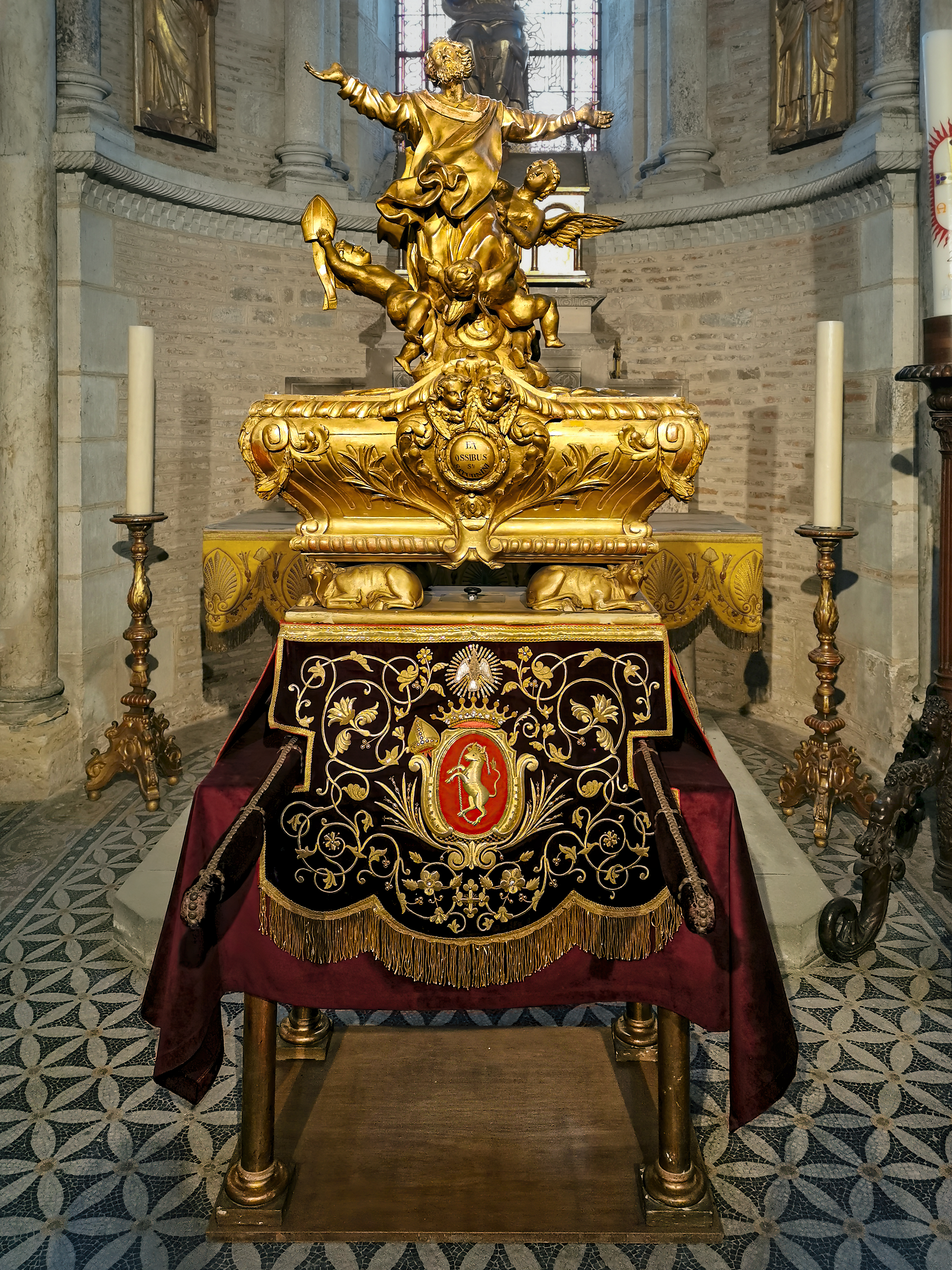
L'urna del sant
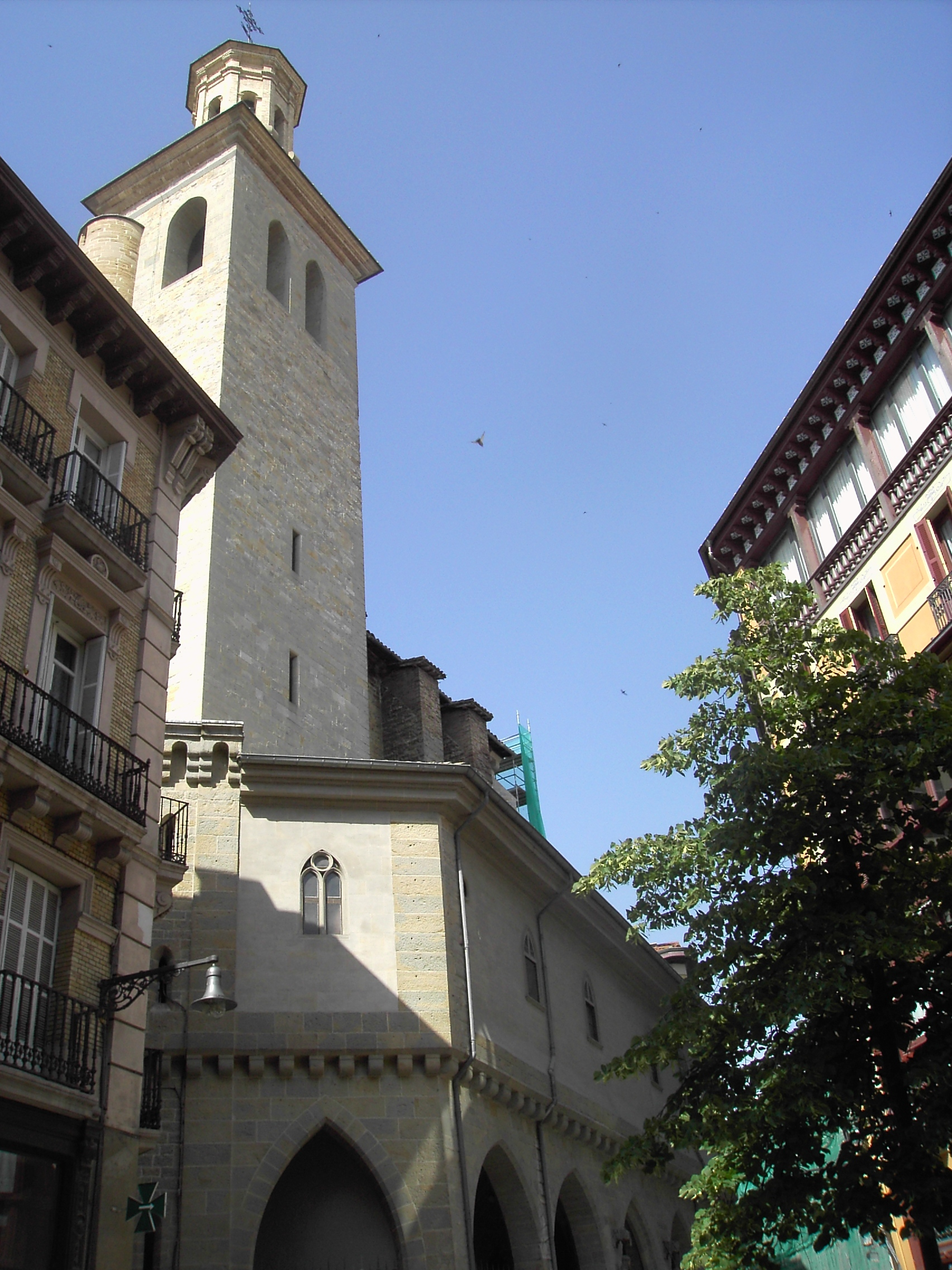
Església de San Cernín a Pamplona

## Iconografia
Obresː
- Frontal romànic de l'església de Sant Sadurní de Rotgers (Museu Episcopal de Vic)
- Martiri de sant Sadurní. Pintures murals de l'església de Nostra Senyora del Taur de Tolosa de Llenguadoc, obra de Bernard Bénézet. S. XIX
- Martiri de sant Sadurní. Pintura de Jean-Louis Bézard conservada a l'església de Nostra Senyora del Taur de Tolosa de Llenguadoc, S. XIX.